# Diogo Pacheco
Diogo de Assis Pacheco (São Paulo, 5 de novembro de 1925 ― São Paulo, 17 de agosto de 2022) foi um maestro brasileiro.

## Biografia
Conhecido desde a década de 1960, Diogo de Assis Pacheco dedicou-se em especial a concertos e apresentações "alternativas", com os quais mobilizava pessoas não acostumadas a ouvir música erudita, ou a ouvi-la apenas em salas de concerto. Regeu mais de mil concertos.
Foi assistente do maestro Eleazar de Carvalho na Orquestra Sinfônica do Estado de São Paulo (OSESP). Também teve programas de música erudita na Rádio Eldorado e na TV Cultura, ambas de São Paulo, assim como na Rede Globo. Também dirigiu temporadas líricas.
Dirigiu o projeto Concertos de Natal Votorantim, executando concertos na cidade de São Paulo, nos fins de ano.
Gravou dois comerciais do Chevrolet Opala - o primeiro, em 1987, e o segundo, em 1991, todos do modelo Diplomata.
Apresentou o programa semanal Grande Concerto, na rádio Cultura FM de São Paulo.

## Premiações
Foi agraciado com o Prêmio Governador do Estado (de São Paulo), em 1966, pela trilha sonora do filme Vereda da Salvação, dirigido por Anselmo Duarte e  baseado na peça de Jorge Andrade. Recebeu no âmbito federal o título de Comendador da  Ordem do Mérito Cultural e também o Prêmio Eleazar de Carvalho.